# Mareuil (Dordogne)
Mareuil korábbi község Franciaországban, Dordogne megyében. Lakosainak száma 951 fő (2018. január 1.). Mareuil Vieux-Mareuil és Saint-Sulpice-de-Mareuil községekkel határos.
2017. január 1-jén nyolc másik korábbi községgel egyesült és az így létrejött Mareuil en Périgord új község része lett.

## Népesség
A település népességének változása:
| Lakosok száma | 1090 | 1042 | 2463 | 961  | 951  |
|               | 2013 | 2015 | 2016 | 2017 | 2018 |